# شوارتزشیلد (دهانه)
شوارتزشیلد یک دهانه برخوردی در ماه‌ است.

## دهانه‌های اقماری
این دهانه ۷ دهانه اقماری دارد.
| Schwarzschild | عرض جغرافیایی | طول جغرافیایی | قطر          |
| ------------- | ------------- | ------------- | ------------ |
| A             | ۷۸.۷° N       | ۱۲۴.۰° E      | ۵۰.۰ کیلومتر |
| D             | ۷۱.۹° N       | ۱۳۲.۴° E      | ۲۴.۰ کیلومتر |
| K             | ۶۷.۵° N       | ۱۲۵.۰° E      | ۴۵.۰ کیلومتر |
| L             | ۶۹.۳° N       | ۱۲۲.۱° E      | ۴۵.۰ کیلومتر |
| Q             | ۶۶.۳° N       | ۱۰۸.۹° E      | ۱۹.۰ کیلومتر |
| S             | ۶۷.۸° N       | ۱۰۴.۷° E      | ۱۷.۰ کیلومتر |
| T             | ۶۹.۹° N       | ۱۰۷.۷° E      | ۱۶.۰ کیلومتر |